# MAD CATZ
MAD CATZ（マッドキャッツ）は、日本のガールズロックバンドである。2009年に解散。

## 概要
芸能スクール、リトルキャットに所属し当時小学生だった3人が、芸能事務所スマイルカンパニーの育成契約を得、社名からSmile2Girlsの名でバンドを結成。2008年にシングル『Girls be Ambitious!』でソニー・ミュージックエンタテインメントからメジャーデビューを果たした。当時はスーパー女子中学生バンドと呼ばれ、「Girls be Ambitious!」はBSフジのアニメ『もえがく★5』のオープニングテーマに使われた。
その後コロムビアミュージックエンタテインメントへ移籍し、ミニアルバム『POSITIVE』を発売したが、ARISAの脱退などを経て2009年末に解散している。解散後、SAYAKAは「山本彩」名義で、2010年から2018年までNMB48の主力メンバーとして活躍し、2016年よりシンガーソングライターとして活動している。

## メンバー
- ARISA（アリサ、1993年3月1日（32歳） - ）ベース & ボーカル
- SAYAKA（サヤカ、1993年7月14日（31歳） - ）ギター & ボーカル
- HISAKO（ヒサコ、1993年8月29日（31歳） - ）ドラムス・ボーカル

## 作品

### シングル
- Girls be Ambitious!（2008年3月19日、エスエムイーレコーズ）

| 全作詞・作曲・編曲: 磯﨑健史。 |                                                      |          |            |      |
| #                              | タイトル                                             | 作詞     | 作曲・編曲 | 時間 |
| 1.                             | 「Girls be Ambitious!」                              | 磯﨑健史 | 磯﨑健史   | 3:34 |
| 2.                             | 「Sweet day's Light」                                | 磯﨑健史 | 磯﨑健史   | 3:28 |
| 3.                             | 「Girls be Ambitious! (もえがく★5 英語 ver.)」       | 磯﨑健史 | 磯﨑健史   | 1:03 |
| 4.                             | 「Girls be Ambitious! (もえがく★5 韓国語 ver.)」     | 磯﨑健史 | 磯﨑健史   | 1:03 |
| 5.                             | 「Girls be Ambitious! (もえがく★5 中国語 ver.)」     | 磯﨑健史 | 磯﨑健史   | 1:03 |
| 6.                             | 「Girls be Ambitious! (もえがく★5 フランス語 ver.)」 | 磯﨑健史 | 磯﨑健史   | 1:03 |
| 7.                             | 「Girls be Ambitious! (もえがく★5 スペイン語 ver.)」 | 磯﨑健史 | 磯﨑健史   | 1:03 |
| 合計時間:                      | 合計時間:                                            | 12:17    |            |      |

### アルバム
- POSITIVE（2009年1月21日、コロムビアミュージックエンタテインメント）

| 全作曲: 徳田憲治、全編曲: 河合英嗣。 |                    |            |            |      |
| #                                    | タイトル           | 作詞       | 作曲・編曲 | 時間 |
| 1.                                   | 「モノクロmap」    | 山本彩     | 徳田憲治   | 3:39 |
| 2.                                   | 「キミトノキズナ」 | 北脇央子   | 徳田憲治   | 4:31 |
| 3.                                   | 「幸せのカタチ」   | 北脇央子   | 徳田憲治   | 4:47 |
| 4.                                   | 「We Will Change」 | 小林亜莉彩 | 徳田憲治   | 3:40 |
| 5.                                   | 「初恋」           | 北脇央子   | 徳田憲治   | 3:48 |
| 合計時間:                            | 合計時間:          | 合計時間:  | 20:25      |      |